# Đồ sứ Đức Hóa

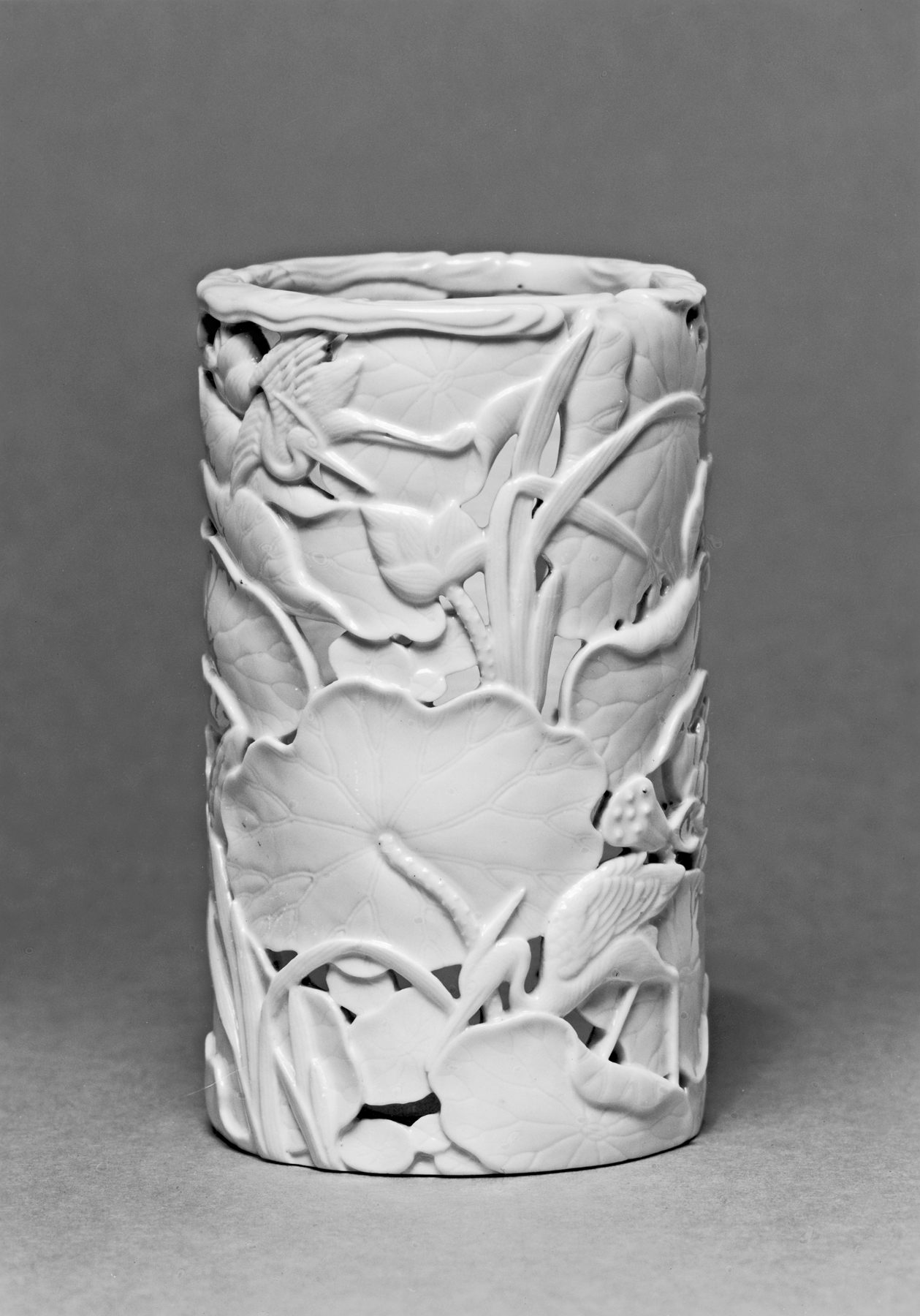
Hộp đựng bút lông bằng sứ Đức Hóa, với thiết kế chạm khắc hình chim hạc và hoa sen được gia công vào xương gốm. Cuối thế kỷ 17-18 (nhà Thanh), cao 9,7 cm (3,8 inch).

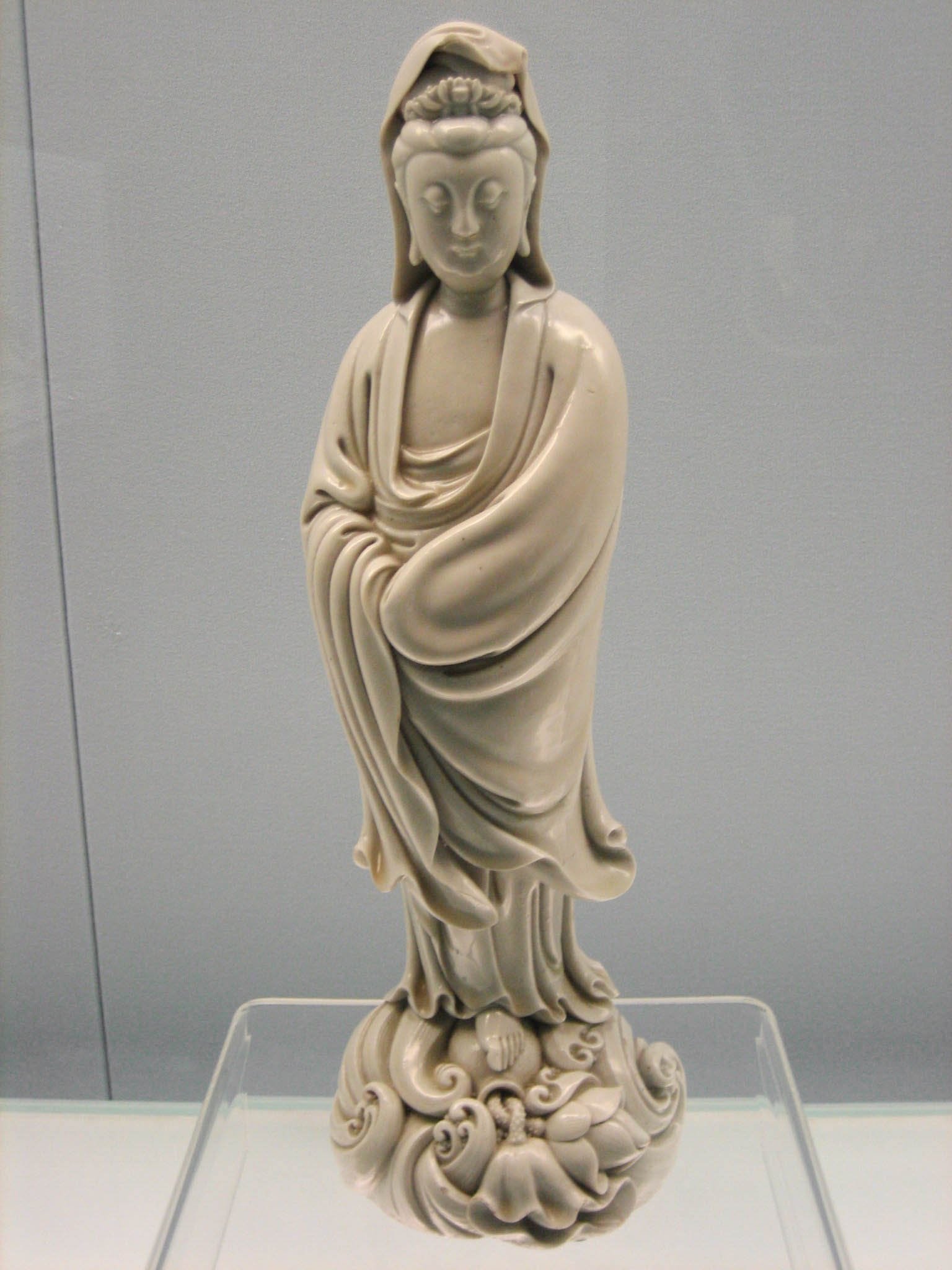
Tượng Quan Âm bằng sứ Đức Hóa, nhà Minh.

Đồ sứ Đức Hóa (tiếng Trung: 德化陶瓷; bính âm: Déhuà Táocí; phiên âm Bạch thoại: Tek-hòe hûi; Hán-Viêt: Đức Hóa đào từ), theo truyền thống phương Tây được gọi là Blanc de Chine (tiếng Pháp, có nghĩa là "[sứ] trắng từ Trung Quốc"), là một loại đồ sứ Trung Quốc màu trắng, được sản xuất tại huyện Đức Hóa (địa cấp thị Tuyền Châu, tỉnh Phúc Kiến). Nó được sản xuất từ thời nhà Minh (1368–1644) cho đến ngày nay. Một lượng lớn sản phẩm đã đến châu Âu dưới dạng đồ sứ Trung Quốc xuất khẩu vào đầu thế kỷ 18 và nó đã được sao chép tại Meißen và nhiều nơi khác. Nó cũng được xuất khẩu sang Nhật Bản với số lượng lớn.
Năm 2006, công nghệ nung sứ Đức Hóa được đưa vào danh lục di  sản văn hóa phi vật thể cấp quốc gia của Trung Quốc. Sứ trắng Đức Hóa (德化白瓷, Đức Hóa bạch từ) cũng là chỉ dẫn địa lý về sản phẩm gốm sứ của Trung Quốc.

## Lịch sử
Khu vực dọc theo bờ biển Phúc Kiến theo truyền thống là một trong những trung tâm xuất khẩu đồ gốm sứ chính. Trên 188 lò gốm đã được xác định, theo dòng lịch sử từ thời Tống đến nay. Hai điểm lò chính là Khuất Đấu Cung (屈斗宫) và Oản Bình Luân (碗坪仑). Điểm Oản Bình Luân là điểm lâu đời hơn trong số hai điểm và sản xuất đồ gốm ép và các đồ khác. Các lò gốm Đức Hóa cũng sản xuất các đồ gốm sứ khác, bao gồm một số đồ có trang trí màu xanh lam dưới men.
Từ thời nhà Minh, các đồ vật được sản xuất bằng sứ mà đạt được sự kết hợp của men và xương gốm thường được gọi là gốm "trắng ngà" hay gốm "trắng sữa". Đặc tính đặc biệt của sứ Đức Hóa là lượng oxide sắt rất nhỏ trong đó, cho phép nung trong môi trường oxy hóa để có màu trắng ấm hoặc trắng ngà nhạt. Màu sắc này làm cho nó có thể được nhận ra ngay lập tức và hoàn toàn khác với đồ sứ từ các lò gốm triều đình ở Cảnh Đức Trấn, chứa nhiều sắt hơn và phải được nung trong môi trường khử (nghĩa là trong môi trường có cacbon monoxide), nếu không nó sẽ xuất hiện màu vàng rơm khó ưa.
Xương sứ chưa nung là không dẻo nhưng các dạng đồ đựng đã được làm từ nó. Donnelly liệt kê các loại sản phẩm sau: tượng nhỏ, hộp, bình và lọ, chén và bát, cá, đèn, giá để cốc chén, lư hương và bình hoa, con vật, hộp đựng bút lông, ấm rượu và trà, tượng các nhân vật Phật giáo và Đạo giáo, tượng thế tục và con rối. Có một lượng lớn các bức tượng, đặc biệt là các bức tượng tôn giáo, ví dụ như tượng Quan Âm, Di Lặc, La Hán và Thiên Hậu. Quan Âm, vị bồ tát cứu độ chúng sinh, được đặc biệt tôn kính ở Phúc Kiến và ở đây có vô số các bức tượng về vị bồ tát này. Donnelly viết rằng "Không còn nghi ngờ gì nữa, những bức tượng tạo nên vinh quang vĩ đại của blanc de Chine". Một số tượng đã được sản xuất với một chút sửa đổi từ cuối thế kỷ 16 hoặc đầu thế kỷ 17. Những bức tượng nhỏ được mô phỏng sắc sảo với lớp men trắng nhẵn là rất phổ biến, cũng như giá cắm hương (nhang), hộp đựng bút lông, phúc cẩu, cốc và hộp để rưới rượu.
Các đồ vật dùng vào việc thờ cúng cũng được sản xuất tại Đức Hóa (lư hương, chân đèn, lọ hoa và tượng thần thánh) "tuân theo các quy định chính thức vào đầu thời Minh, không chỉ ở độ trắng của chúng mà còn mô phỏng hình dáng của các đồ vật tế lễ cổ xưa". Chúng có lẽ đã được sử dụng trên ban thờ và trong các đền miếu mà hầu như mọi gia đình Trung Hoa đều có. Tuy nhiên, một nhà luận chiến Khổng giáo là Văn Chấn Hanh (文震亨, 1585–1645) đã đặc biệt nghiêm cấm việc sử dụng đồ sứ Đức Hóa vào mục đích tôn giáo, có lẽ là vì sự thiếu tính cổ xưa của chúng: "Trong số các lư hương mà việc sử dụng chúng nên bị đặc biệt nghiêm cấm là những thứ được làm gần đây ở các lò Phúc Kiến (Đức Hóa)."
Nhiều nhà máy sản xuất đồ sứ Đức Hóa ngày nay đã làm ra những bức tượng và bộ đồ ăn theo phong cách hiện đại. Trong Cách mạng Văn hóa "các nghệ nhân Đức Hóa đã vận dụng những kỹ năng tốt nhất của họ để tạo ra những bức tượng bán thân của Lãnh tụ Vĩ đại và những anh hùng của cuộc cách mạng. Chân dung của các ngôi sao nhạc kịch vô sản mới trong những vai diễn nổi tiếng nhất của họ đã được sản xuất với quy mô thực sự khổng lồ."  Các bức tượng Mao Trạch Đông sau này không còn được ưa chuộng nữa nhưng vẫn được các nhà sưu tập nước ngoài tìm mua.
Việc xác định niên đại chính xác của sứ trắng Trung Hoa thuộc thời Minh và Thanh (1644–1911) thường rất khó khăn do tính bảo thủ của thợ gốm Đức Hóa đã khiến họ sản xuất những vật phẩm tương tự trong nhiều thập kỷ hoặc thậm chí trong nhiều thế kỷ. Có những tượng sứ trắng Trung Hoa được làm ngày nay ở Đức Hóa (ví dụ như tượng Quan Âm và Di Lặc) chỉ khác một chút so với những bức tượng được làm trong thời Minh.
Các nghệ nhân sứ trắng Trung Hoa nổi tiếng, như Hà Triều Tông (何朝宗) cuối thời Minh, thường đóng triện mang tên mình vào các vật phẩm do họ tạo ra. Các đồ vật như thế bao gồm các bức tượng mô phỏng sắc nét, cốc, chén, bát và giá cắm hương.

## Nhật Bản

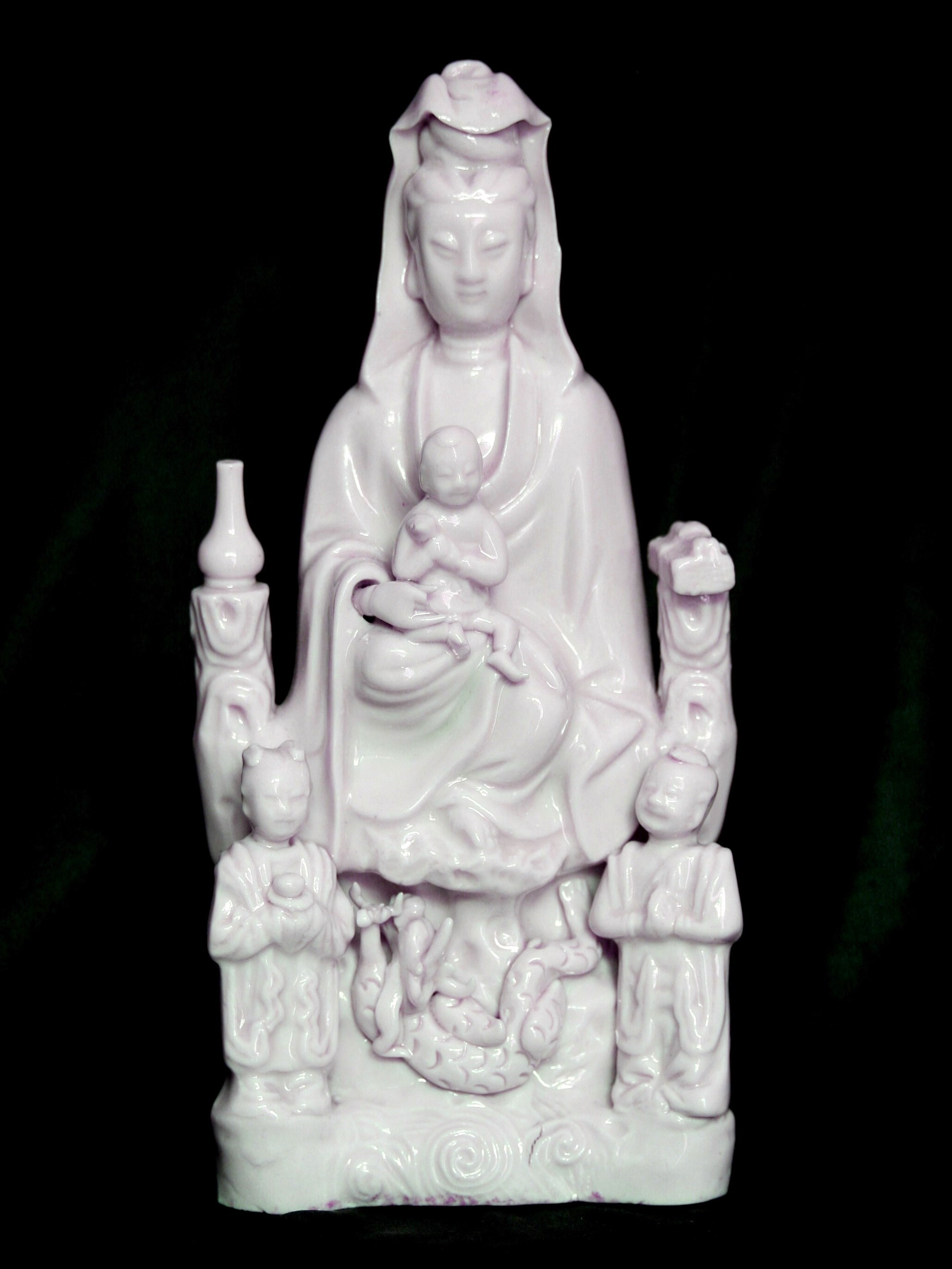
Tượng Maria Quan Âm của lò gốm Đức Hóa được sử dụng trong nghi lễ của Kitô giáo ẩn tại Nhật Bản.

Nhiều ví dụ điển hình nhất về sứ trắng Trung Hoa cũng có thể được tìm thấy ở Nhật Bản, nơi chúng được sử dụng trong bàn thờ gia đình (như án thờ Phật) hay các mục đích sử dụng tang lễ và tôn giáo khác. Ở Nhật Bản, loại sứ trắng được gọi là hakuji (白磁), hakugorai hoặc "sứ trắng Triều Tiên", một thuật ngữ thường thấy trong giới trà đạo. Bảo tàng Anh ở London có một số lượng lớn các đồ sứ trắng Trung Hoa, đã nhận được toàn bộ bộ sưu tập của P. J. Donnelly như một món quà tặng vào năm 1980.
Người Nhật biết đến sự tồn tại của các lò gốm ở tỉnh Phúc Kiến và đồ sứ của họ, ngày nay được gọi là đồ sứ Đức Hóa hay "sứ trắng Trung Hoa". Các lò gốm Đức Hóa nằm ở tỉnh Phúc Kiến đối diện với đảo Đài Loan. Vùng duyên hải tỉnh Phúc Kiến theo truyền thống là trung tâm thương mại cho nền kinh tế Trung Hoa với nhiều hải cảng và trung tâm đô thị. Đồ sứ trắng Phúc Kiến được dùng để xuất khẩu sang toàn bộ vùng châu Á hải đảo.
Tuy nhiên, một số lượng lớn đồ gốm sứ này được dành cho thị trường Nhật Bản, trước khi có những hạn chế thương mại quyết liệt vào giữa thế kỷ 17. Các vật phẩm chủ yếu là các hình tượng Phật giáo và đồ dùng tế lễ được sử dụng cho bàn thờ gia tiên. Mối liên hệ với tang lễ và chết chóc có lẽ đã dẫn đến việc người Nhật ngày nay không quan tâm đến những món đồ này, mặc dù họ rất quan tâm đến các khía cạnh khác của lịch sử và văn hóa gốm sứ Trung Hoa.
Các lư hương ba chân màu trắng rất đơn giản và các đồ vật kèm theo để tuân thủ các nghi lễ và tôn giáo của Nhật Bản cũng có thể được thiết kế đặc biệt cho thị trường này, tương tự như các bức tượng Quan Âm với thiện tài đồng tử trông giống Đức Mẹ và Đức Chúa con của Kitô giáo. Những bức tượng nhỏ như thế được biết đến dưới tên gọi Maria Quan Âm hay "Đức Mẹ đồng trinh nhân từ" và là một phần của văn hóa Kitô giáo ẩn của Nhật Bản thời kỳ Tokugawa, khoảng thời gian mà tôn giáo này bị nghiêm cấm ngặt nghèo.
Tượng Phật bằng sứ trắng được sản xuất rộng rãi ở Nhật Bản tại các lò gốm Hirado và một số nơi khác. Có thể dễ dàng phân biệt hai loại sản phẩm này. Các bức tượng Nhật Bản thường có đế kín và có một lỗ nhỏ để thông gió. Đồ gốm Hirado cũng có ánh màu cam nhạt tại những chỗ không tráng men.

## Thư viện ảnh

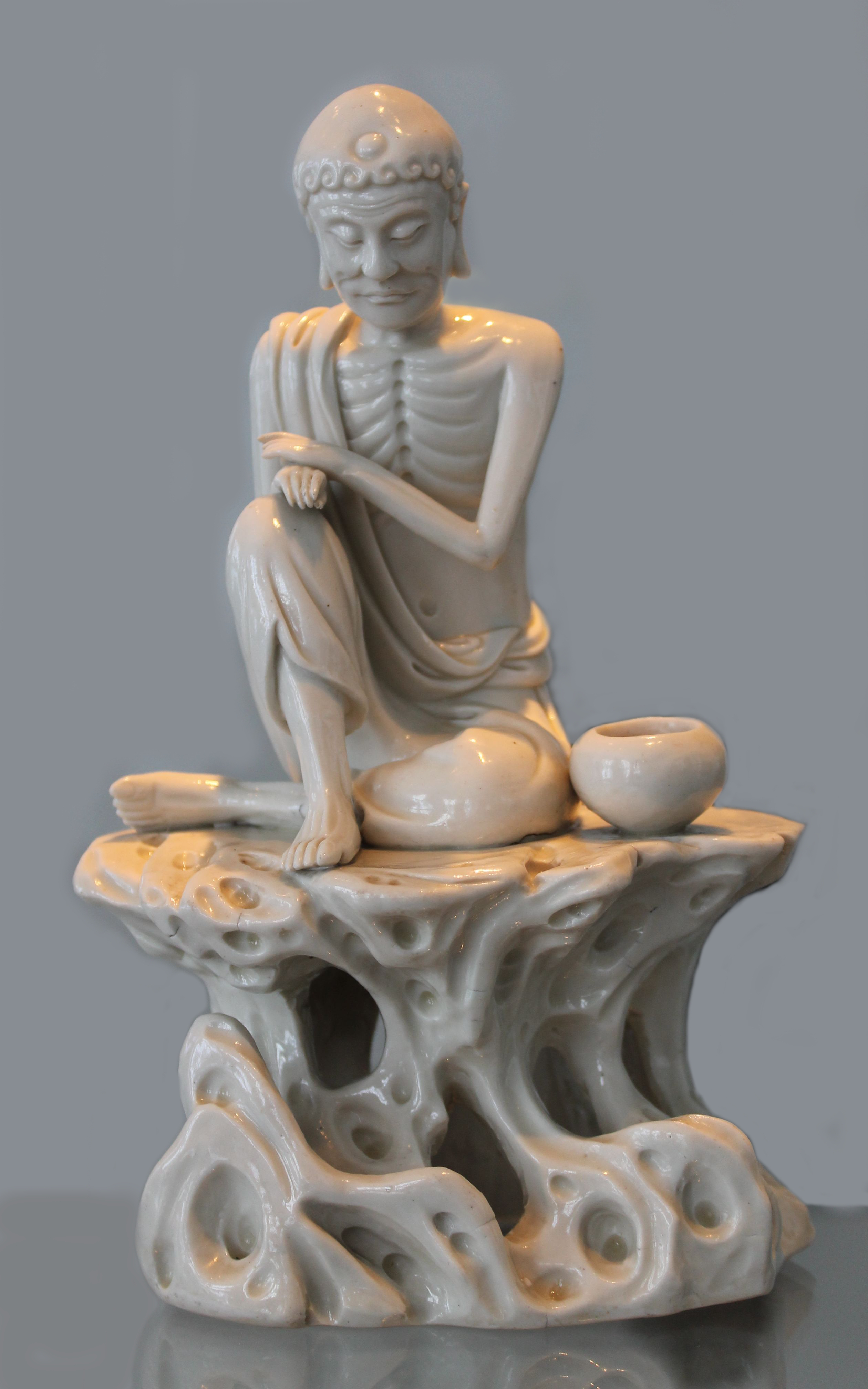
Tượng Phật khổ tu, cuối thời Minh.
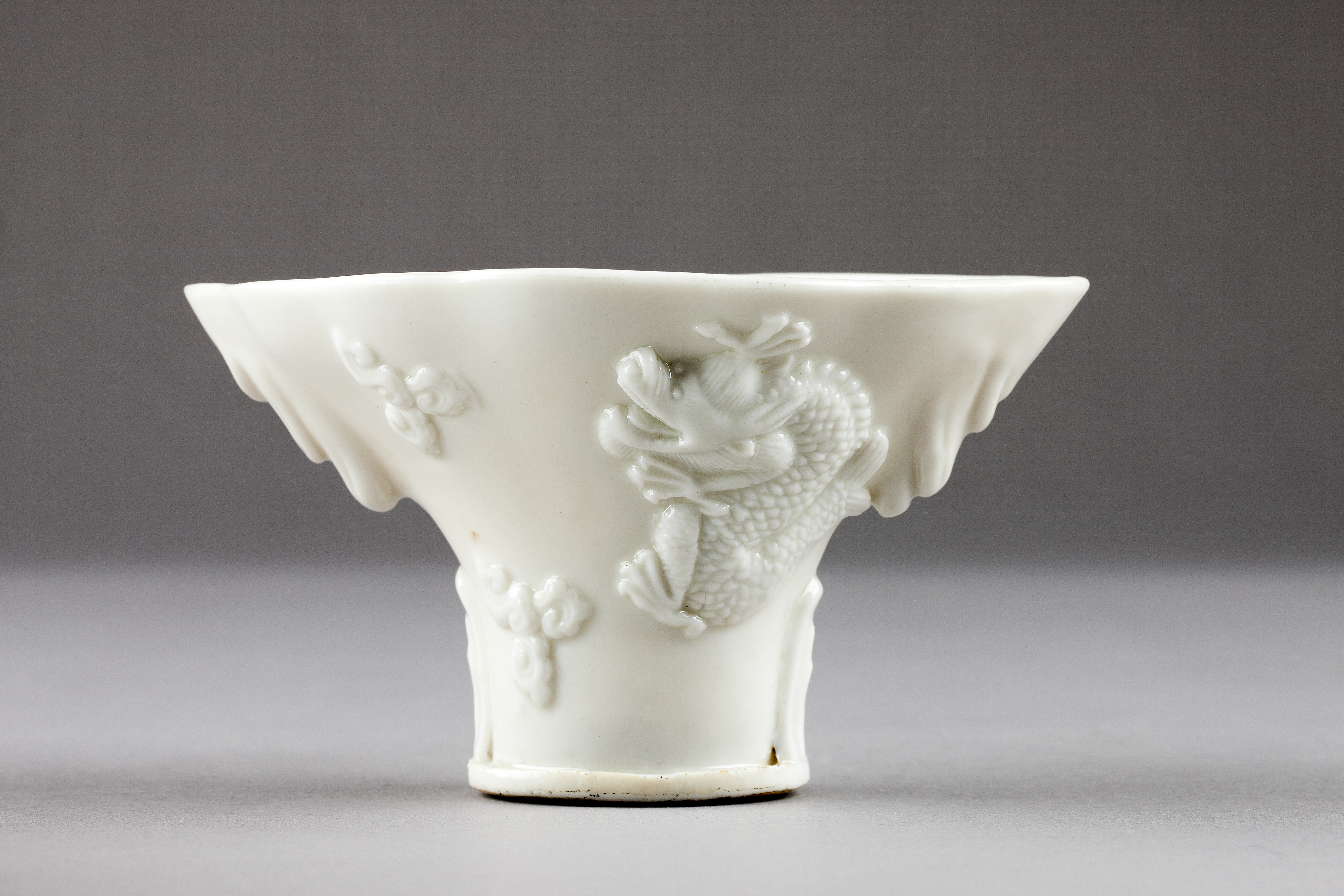
Một chiếc cốc được trang trí, cuối thời Minh.
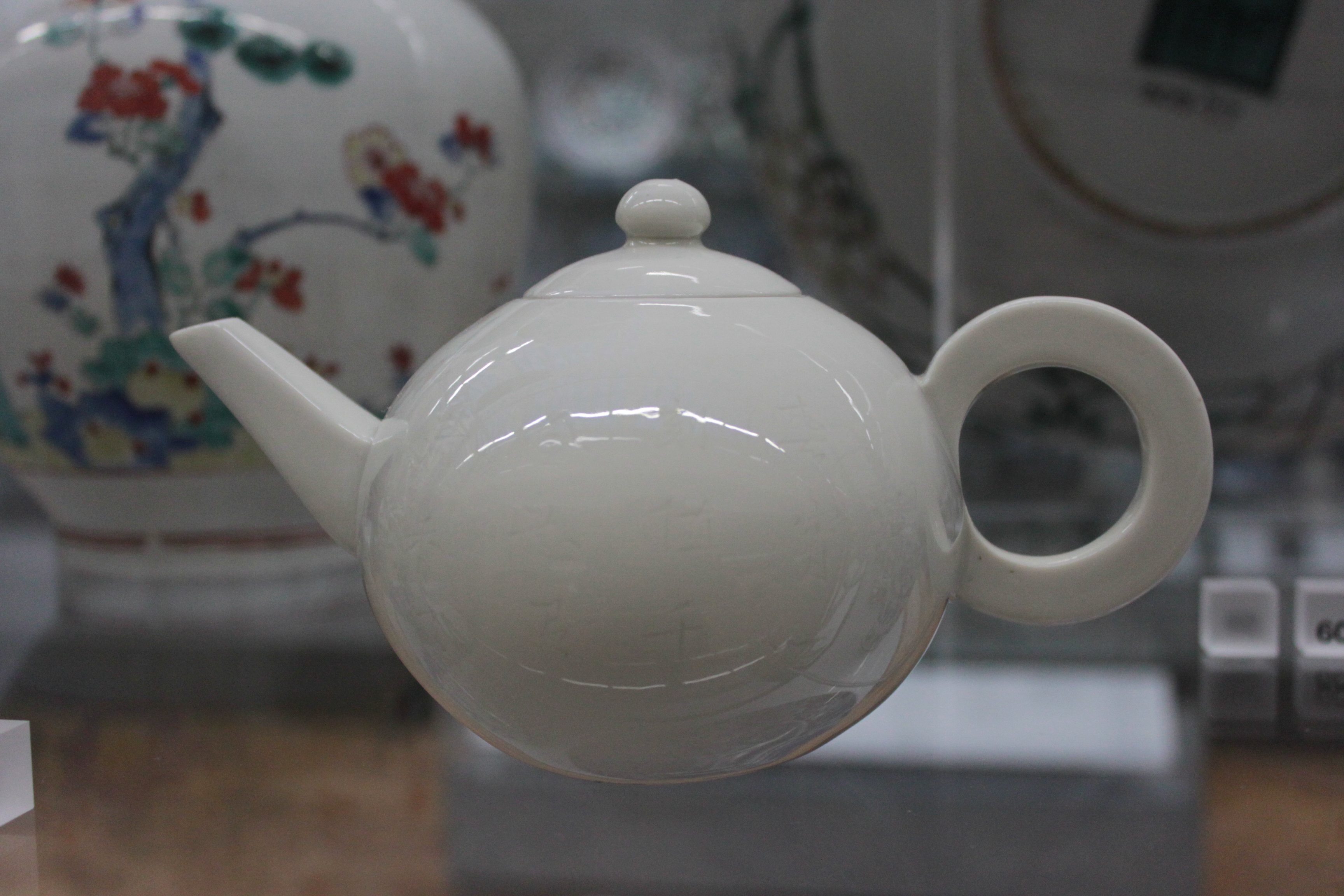
Một ấm trà trắng từ Đức Hóa, khoảng 1690-1720. Phần đế có khắc niên hiệu của hoàng đế Tuyên Đức, người trị vì từ năm 1426 đến năm 1435, trên 250 năm trước khi ấm trà này được tạo ra. Việc sử dụng các niên hiệu trước đó đã có lịch sử lâu đời ở Trung Quốc, gây nhiều phiền toái cho các nhà nghiên cứu hiện đại, nhưng nó nhằm biểu thị sự tôn kính hơn là nhằm lừa dối. Thiết kế hình học táo bạo của ấm trà này đi trước các hình thức chủ nghĩa hiện đại châu Âu trên 2 thế kỷ.
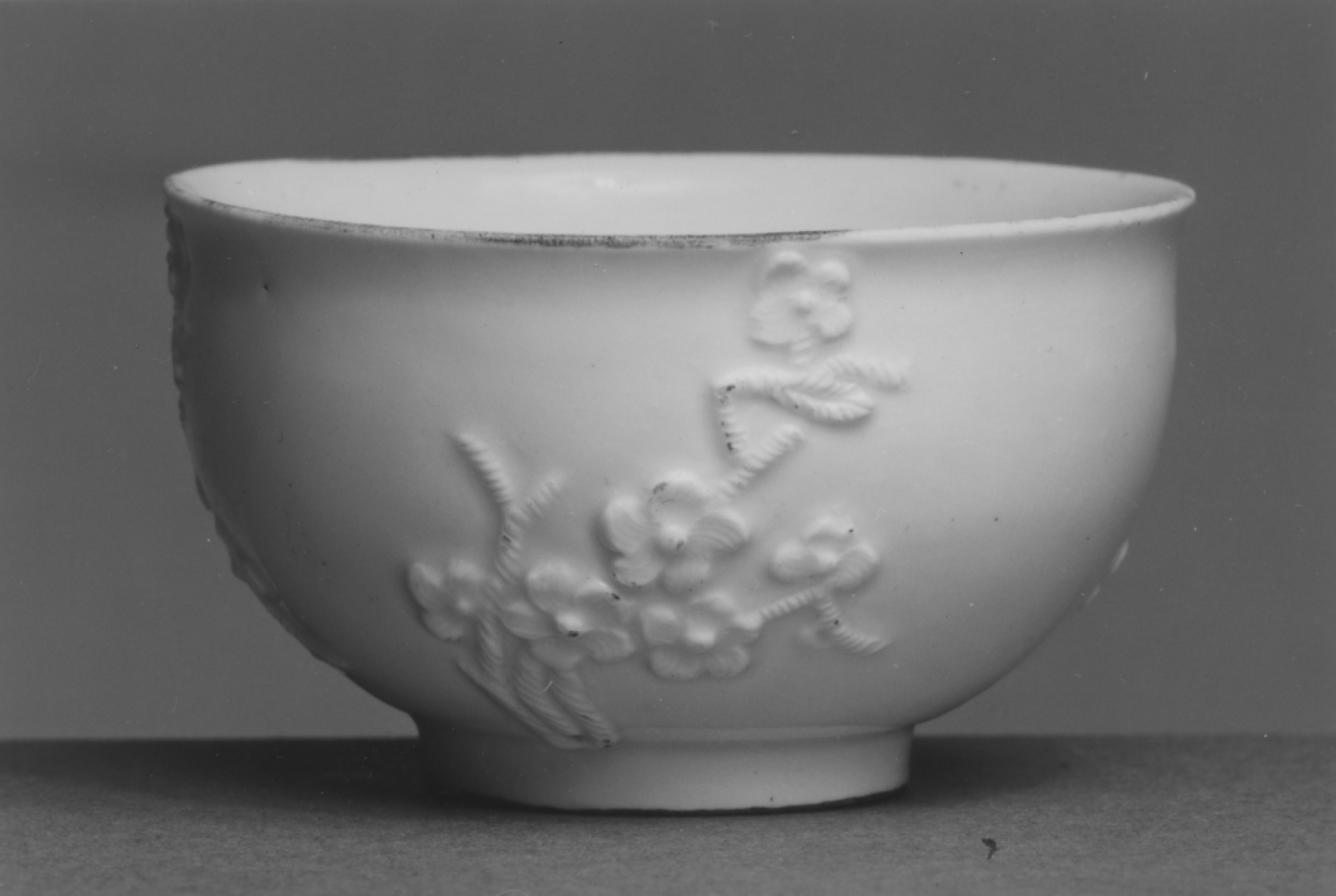
Một chiếc cốc được sản xuất tại xưởng sản xuất sứ Meissen, Đức, khoảng 1725-1730. Mặc dù được biết đến từ lâu ở Trung Quốc, kỹ thuật làm đồ sứ thật sự hoặc đồ sứ xương cứng vẫn không được biết đến tại châu Âu cho tới khi có các thực nghiệm của J. F. Böttger tại Meissen vào đầu thế kỷ 18. Chiếc cốc sứ nhỏ với trang trí hoa mận hoặc hoa mơ này phản ánh ảnh hưởng của nguyên mẫu đồ sứ là "sứ trắng Trung Hoa" của Trung Quốc.
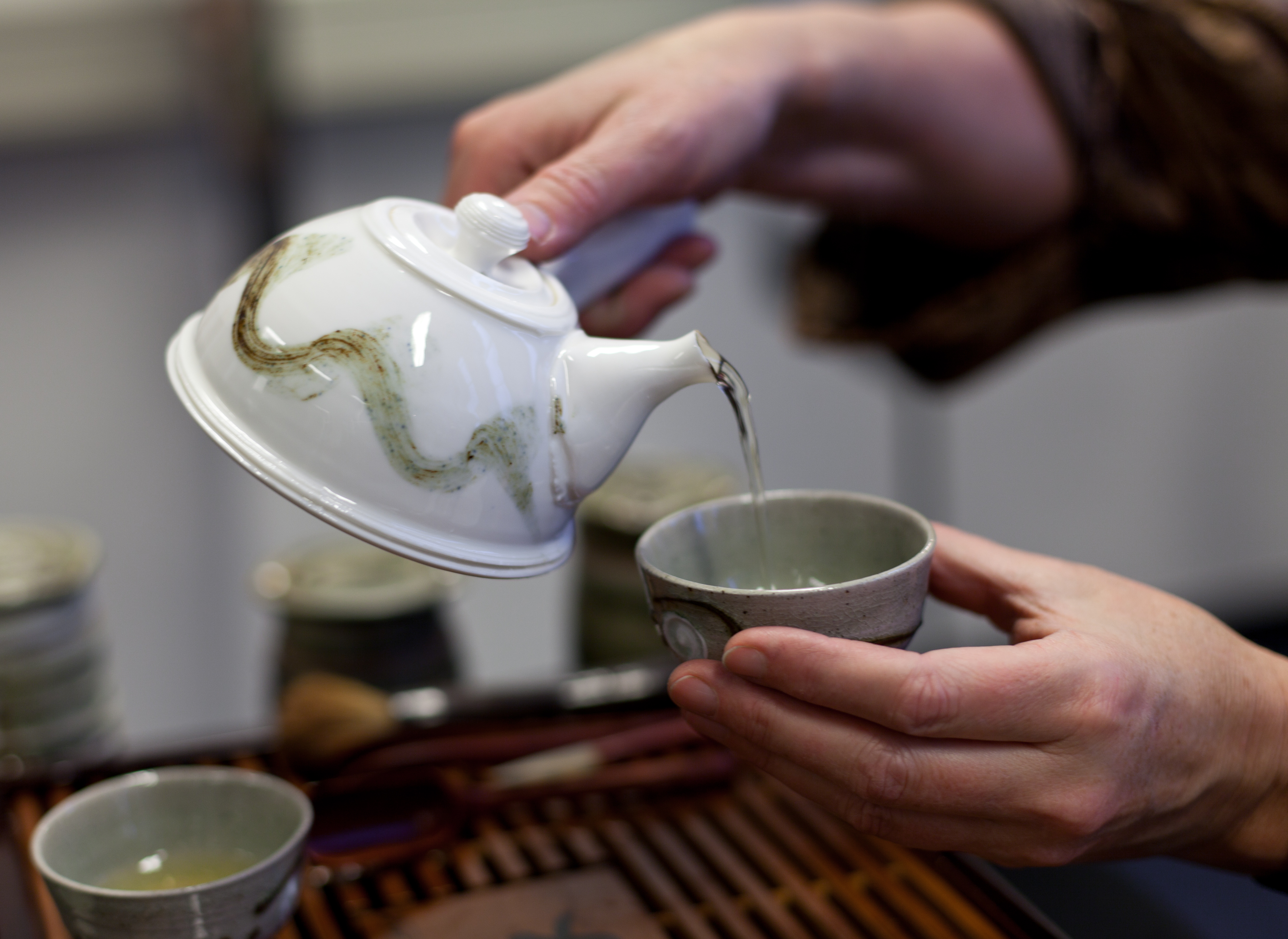
Thiết kế ấm trà sứ trắng Trung Hoa hiện đại.